# Ford Falcon (Argentina)
La Ford Falcon è un'autovettura prodotta dalla filiale argentina della Ford dal 1962 al 1991.
Nel paese sudamericano ebbe una certa notorietà come taxi e nelle competizioni (nella serie Turismo Carretera), ma anche soprattutto come auto degli "squadroni della morte" durante la dittatura militare degli anni settanta.

## Prima serie (1962-63)
La prima serie, presentata nel febbraio 1962, era disponibile solo nella versione berlina quattro porte, negli allestimenti "Standard" e "De Luxe". Meccanicamente, presentava un motore sei cilindri aste e bilancieri di 2768 cm³ e 102 CV, il cambio era a 3 marce con comando manuale, i freni erano tutti a tamburo.
Questa serie era assemblata negli stabilimenti Ford di La Boca, con un gran contenuto di pezzi importati dagli USA.

## Seconda serie (1963-65)
Il 1963 vide il primo restyling della Falcon, concentrato prevalentemente sul frontale, il quale presentava una nuova griglia. Nel 1964 fu introdotta anche una versione taxi.

## Terza serie (1965-70)
La nuova serie della Falcon si distingueva dalle precedenti per la nuova griglia del radiatore, dal disegno più elaborato, e per l'essere prodotta con parti costruite in Argentina. Gli allestimenti passarono a tre: ai preesistenti Standard e Deluxe si aggiunse il "Futura", che aveva sedili anteriori singoli e tetto in vinile. Le versioni De Luxe e Futura erano equipaggiate con un nuovo 6 cilindri di 3077 cm³ da 116 CV.
Nel 1968 alla berlina si aggiunse una versione station wagon, la Rural, spinta dal 3,1 litri depotenziato a 84 CV. La "Falcon Rural" era disponibile negli stessi allestimenti della berlina; la "Rural Futura" si distingueva per avere le fiancate della carrozzeria ricoperte di finto legno.

## Quarta serie (1970-73)
Terzo restyling della Falcon originale, con un nuovo frontale a quattro fari. Venne radiato dalla produzione il motore di 2,8 litri, mentre la Futura aveva un nuovo 6 cilindri di 3620 cm³ e 132 CV, con cambio a 4 rapporti. Le “Futura” potevano avere in optional i freni a disco all'anteriore.

## Quinta serie (1972-78)
Presentata a fine 1972, la Falcon era stata nuovamente ridisegnata nel frontale, ora con fanali di forma quadrata (due sulla Standard e sul Taxi, quattro sulle altre) e con una nuova griglia; nuovo anche il cruscotto. Si aggiunsero due nuove versioni: la "Futura SP" spinta dal 3,6 litri portato a 166 CV, e la "Sprint", equipaggiata dallo stesso motore della Futura SP, ma dall'estetica più sportiveggiante e dotata di serie di freni a disco all'anteriore.
Entra in catalogo anche il Ranchero, ovvero la versione pick-up: gli allestimenti (Standard e Deluxe) e il motore erano gli stessi della Rural.

## Sesta serie (1978-82)
Quinto restyling per la Falcon, con l'ennesimo cambio di griglia del radiatore (ora in plastica) su cui campeggiava il nuovo marchio ovale Ford; rivisti anche i fanali, di forma rettangolare. La Rural diventa disponibile anche con il 3,6 litri.

## Settima serie (1982-91)

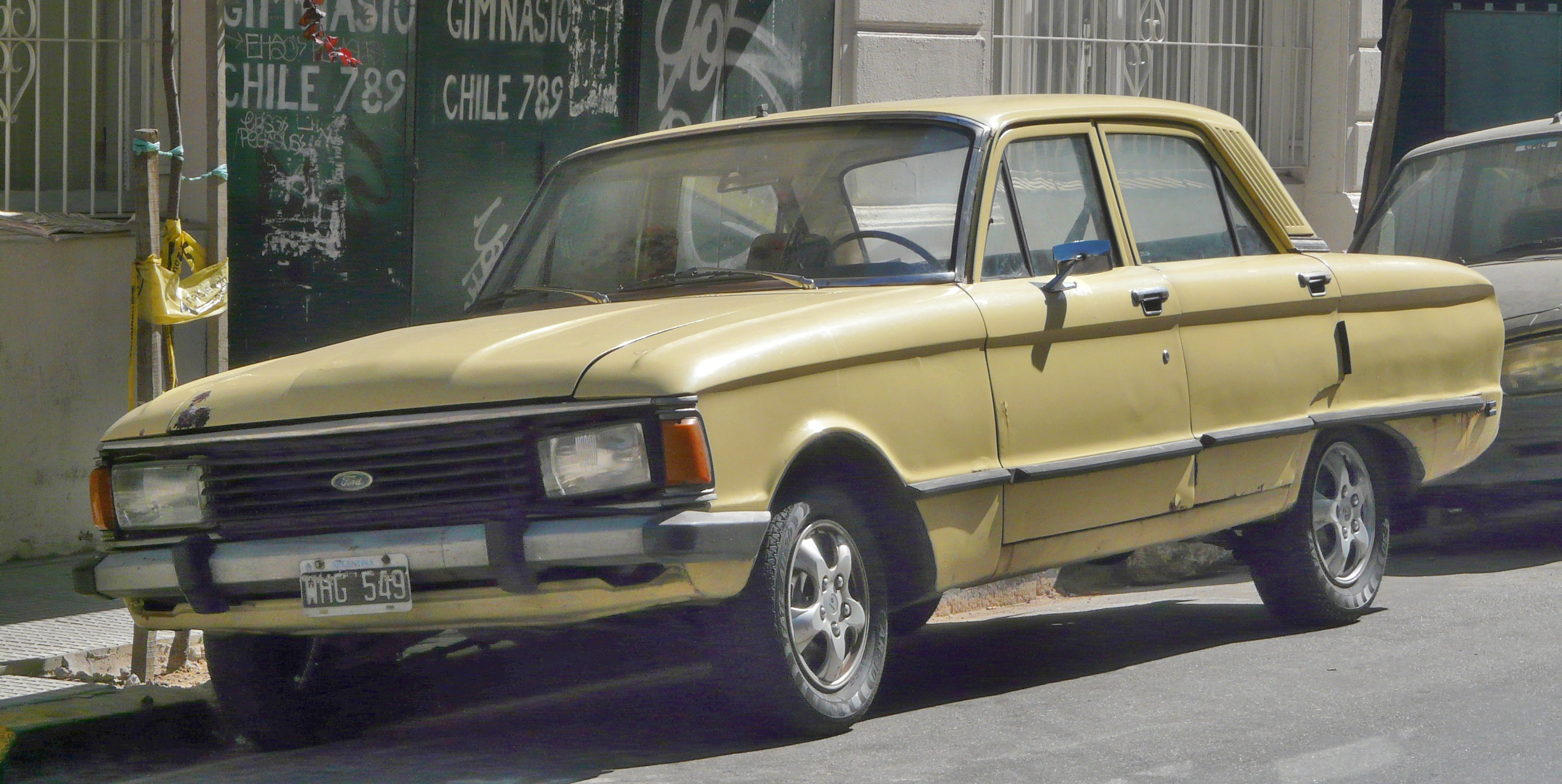
Una Falcon ultima serie

Sesto restyling per la Falcon, che inizia a sentire il peso degli anni: una nuova griglia (simile a quella delle coeve Taunus ed Escort), nuovi paraurti in gomma e nuove luci posteriori non potevano nascondere l'anzianità del progetto. Viene rivista la gamma: alla base vi è la Standard (che fa da base anche per le versioni Taxi) con il 3,1 litri; a salire vi è la De Luxe (che poteva avere in optional il cambio a 4 rapporti oppure il motore da 3,6 litri) e la Ghia (con motore da 3,6 litri; in optional si poteva avere un cambio automatico a 3 marce).
Agli allestimenti citati si devono aggiungere le "Standard" e "De Luxe" equipaggiate con un 4 cilindri di 2299 cm³ e 90 CV di origine Taunus, le quali avranno scarso successo, tanto da essere eliminate dal catalogo già nel 1984.
Nel 1987 la gamma della berlina e del Ranchero si allargò con l'introduzione del 4 cilindri diesel VM di 2393 cm³ e 70 CV, mentre nel 1989 si aggiunse alla gamma delle berline la "Max Econo", spinta dal 3,1 litri depotenziato a 106 CV, con migliori consumi (ma peggiori prestazioni velocistiche).
La carriera delle Falcon argentine terminò nel 1991, dopo 494.208 esemplari costruiti (di cui 423.648 berline).